# Спичка

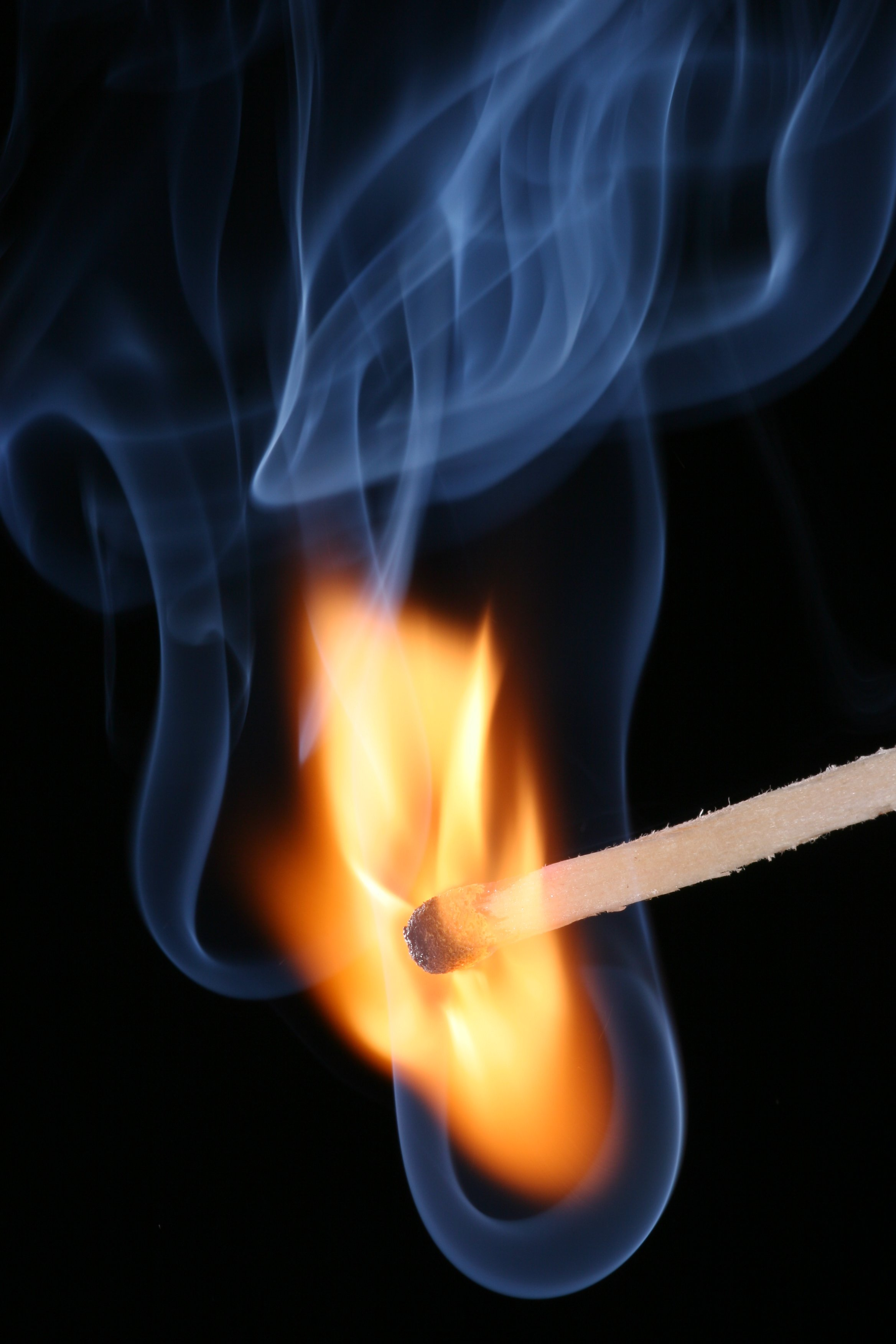
Воспламенение головки спички

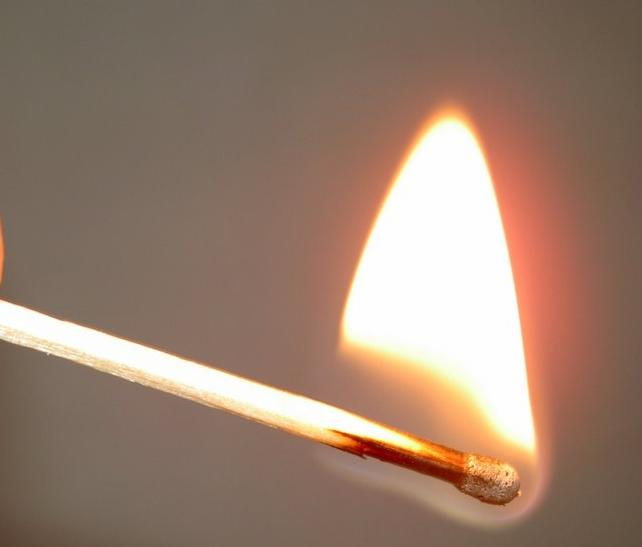
Горящая спичка

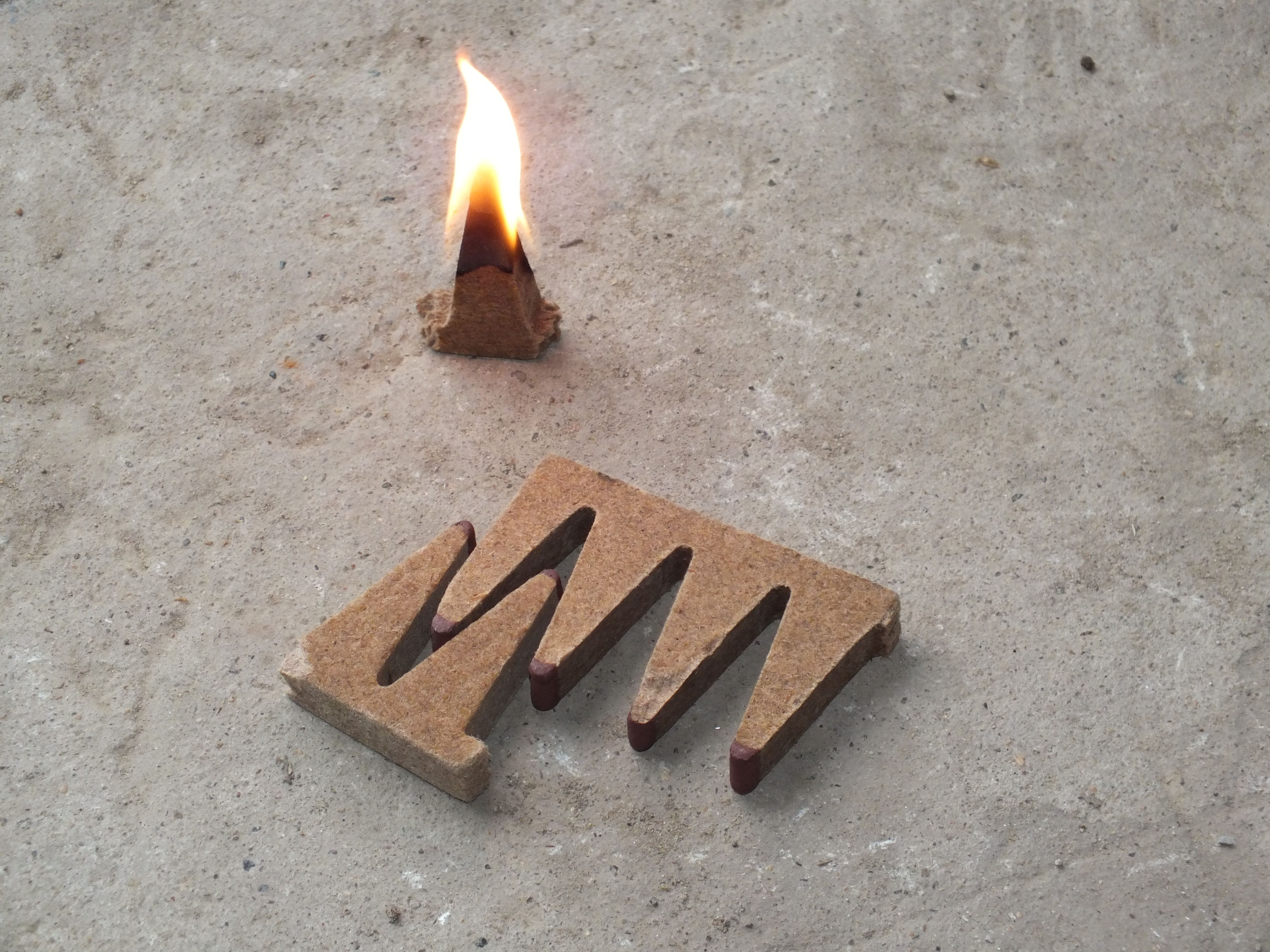
Спички длительного горения (спичка-свеча)

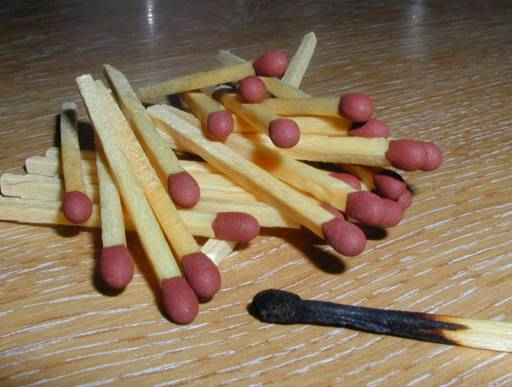
Спички. Одна сгоревшая и остальные ещё не использованные.

Спи́чка — палочка из дерева, картона или бумаги, снабжённая зажигательной головкой, служащая для получения открытого огня.

## Этимология слова и история
Слово «спичка» (изначально заострённая деревянная палочка, заноза) является уменьшительной формой слова «спица». Интересно, что Словарь Академии Российской, говоря о примитивных серных спичках (серянках), в первом издании (1794) употребляет термин «спица», а во втором (1822) заменяет его бытовым «спичка». С появлением спичек современного типа, их поначалу называли «зажигательные (или самогарные) спички» и только с повсеместным распространением их первое слово стало опускаться, а потом и вовсе исчезло из обихода.

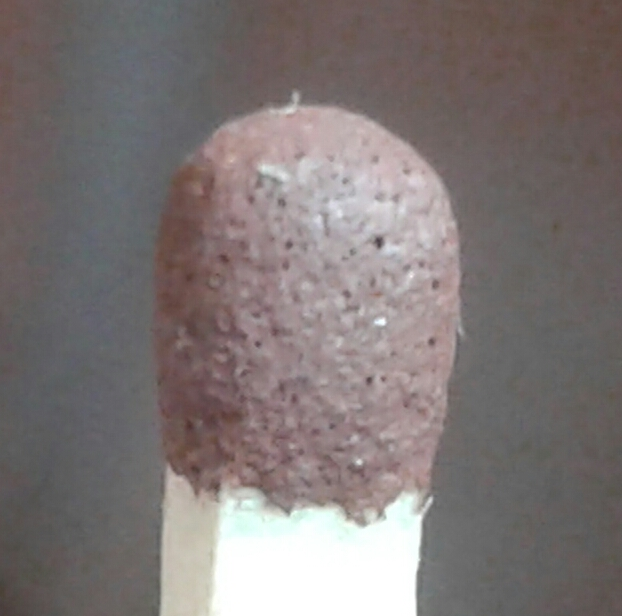
Головка спички в увеличении

## Основные виды современных спичек
По материалу спичечной палочки спички можно подразделить на деревянные (изготовленные из мягких пород дерева — осины, липы, тополя, американской белой сосны и т. п.), картонные и восковые (парафиновые — изготовленные из хлопчатобумажного жгута, пропитанного парафином).
По методу зажигания — на тёрочные (зажигающиеся при трении о специальную поверхность — тёрку) и бестёрочные (зажигающиеся при трении о любую поверхность).
В России наиболее распространёнными являются осиновые тёрочные спички, составляющие более 99 % выпускаемых спичек.
Тёрочные спички различного типа являются основным массовым видом спичек во всём мире.
Бестёрочные (сесквисульфидные) спички выпускаются в основном в Англии и США, в ограниченном количестве.

## Температура горения
Температура пламени соответствует температуре воспламенения дерева, которая составляет примерно 800—1000 °C. Температура горения головки спички доходит до 1500 °C.

## История спички

### Ранние открытия
Примитивные серные спички упоминаются уже у древнеримского поэта Марциала: «ни спичек серных продавец (глаза в гное)», В Средние века они были забыты. Заново они были изобретены в Китае. Они представляли собой тонкие щепочки с кончиками, пропитанными обыкновенной чистой серой. Зажигались они не путём чирканья, а путём соприкосновения с тлеющим трутом, и служили для облегчения процесса разжигания огня с помощью трута и огнива. Эти «прото-спички» упоминаются в китайских текстах XIII—XIV веков. К XV веку эта новинка дошла до Европы, но повсеместного распространения не получила. В России такие спички назывались «серянки» или «серники» (но интересно, что Словарь Академии Российской выбирает слово «серянка», очевидно сочтя его правильным, а слово «серник» не упоминает), а процесс их изготовления путем обмакивания в серу, расплавленную в специальном сосуде «серением» (серили не только спички, но и фитили).
История изобретений и открытий в химии в конце XVIII — начале XIX века, приведшая к изобретению различного типа спичек, достаточно запутана. Международного патентного права тогда ещё не существовало, страны Европы часто оспаривали первенство друг друга во многих проектах, и различные изобретения и открытия появлялись практически одновременно в разных странах. Поэтому имеет смысл говорить только о промышленном (мануфактурном) производстве спичек.

### Спички Шанселя и Уокера
Первые спички сделал в 1805 году французский химик Жан Шансель, ассистент профессора Тенара. Это были деревянные спички, зажигавшиеся при соприкосновении головки из смеси серы, бертолетовой соли и киновари с концентрированной серной кислотой. В 1813 году в Вене была зарегистрирована первая в Австрийской империи спичечная мануфактура Малиарда и Вика по производству химических спичек.

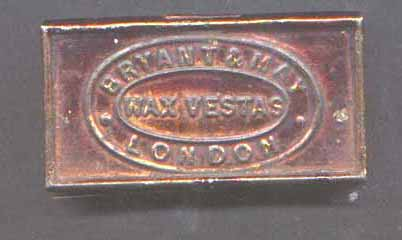
Одна из ранних спичечных упаковок

Ко времени начала производства серников (серных спичек) (1826) английским химиком и аптекарем Джоном Уокером (англ. John Walker) химические спички были уже достаточно широко распространены в Европе. Дошли они и до России, например, в конце 1824 года А. С. Пушкин в письме брату из Тригорского в Петербург просит прислать ему серные спички. Головки в спичках Джона Уокера состояли из смеси сульфида сурьмы, бертолетовой соли и гуммиарабика (камеди — вязкой жидкости, выделяемой акацией). При трении такой спички о наждачную бумагу (тёрку) или другую достаточно шершавую поверхность её головка легко зажигается. Спички Уокера были длиной (по разным сведениям) 2½ или 3 дюйма. Они упаковывались в оловянные пеналы, содержавшие 84 спички и лист наждачной бумаги, которые продавались за один английский шиллинг и назывались «congreves» (в честь изобретателя ракет Уильяма Конгрива).

### Спички Сориа
В 1830 году 19-летний французский химик Шарль Сориа изобрёл фосфорные спички, состоявшие из смеси бертолетовой соли, белого фосфора и клея. Эти спички были весьма огнеопасны, поскольку загорались даже от взаимного трения в коробке и при трении о любую твёрдую поверхность, например, подошву сапога. В то время ходил английский анекдот, в котором целая спичка говорит другой, полуобгоревшей: «Видишь, чем кончается твоя скверная привычка чесать затылок!» Спички Сориа не имели запаха, однако были вредны для здоровья, поскольку белый фосфор очень ядовит, чем пользовались многие самоубийцы для сведения счётов с жизнью. Впрочем, основным недостатком спичек Уокера и Сориа была нестабильность зажигания черенка спички — время горения головки было очень мало.
Выход нашёлся в изобретении фосфорно-серных спичек, головка которых изготавливалась в два этапа — сначала черенок обмакивался в смесь серы, воска или стеарина, небольшого количества бертолетовой соли и клея, а затем в смесь белого фосфора, бертолетовой соли и клея. Вспышка фосфора зажигала более медленно горящую смесь серы и воска, от которой зажигался черенок спички. Эти спички оставались опасными не только в производстве, но и в использовании — погашенные черенки спичек продолжали тлеть, приводя к частым пожарам. Эту проблему удалось решить, пропитав черенок спички фосфорнокислым аммонием (NH4H2PO4). Такие спички стали называться импрегнированными (англ. impregnated — пропитанные) или, позже, безопасными. Для стабильного горения черенка его начали пропитывать воском или стеарином (позднее — парафином).

### Спички Ирини[11]
В 1836 году в Вене австрийский химик, профессор Венского политехнического института Пауль Троттер Майснер изобрёл фосфорные спички, что стало значительным прогрессом. Его спички имели несколько существенных недостатков: так, от трения они могли самовозгораться, а если и горели, то с большим пламенем, разбрасывая в разные стороны искры и оставляя ожоги на руках и лице. На одной из лекций Майснер решил показать эксперимент, перетирая с порошком серы гипероксид свинца и пытаясь поджечь эту смесь, но она так и не загорелась. Один из учеников Майснера, Янош Ирини, понял, что фосфор бы давно воспламенился, и решил покрывать спичечные головки как раз оксидом свинца. Так появились спички, похожие на современные образцы — они горели бесшумно, не взрывались и зажигались проще по сравнению с другими образцами. Ирини продал своё изобретение купцу Иштвану Ромеру из Вены за 60 пенгё, и тот начал промышленное производство новых спичек, разбогатев благодаря этому. Часть этих средств была отдана самому Ирини, на них он уехал в Берлин учиться в Гогенхеймский экономический институт.

### Шведские спички Лундстрема
В 1855 году шведский химик Йохан Лундстрем нанёс красный фосфор на поверхность наждачной бумаги и заменил им же белый фосфор в составе головки спички. Такие спички уже не приносили вреда здоровью, легко зажигались о заранее приготовленную поверхность и практически не самовоспламенялись. Йохан Лундстрем патентует первую «шведскую спичку», дошедшую до наших дней почти без изменений. В 1855 году спички Лундстрема были удостоены медали на Всемирной выставке в Париже. Позднее фосфор был полностью выведен из состава головок спичек и оставался только в составе намазки (тёрки).
С развитием производства «шведских» спичек использование белого фосфора в спичках было запрещено почти во всех странах. До изобретения сесквисульфидных спичек ограниченное производство спичек с белым фосфором сохранялось только в Англии, Канаде и США, в основном для армейских целей, а также (до 1925 года) — в некоторых странах Азии. В 1906 году была принята международная Бернская конвенция, запрещающая использование белого фосфора при производстве спичек. К 1910 году производство фосфорных спичек в Европе и Америке было полностью прекращено.

### Новые спички
Сесквисульфидные спички были изобретены в 1898 году французскими химиками Савеном и Каеном. Они производятся в основном в англоязычных странах, главным образом для армейских нужд. Основой довольно сложной композиции головки являются неядовитый сесквисульфид фосфора (P4S3) и бертолетова соль. В конце XIX века спичечный бизнес превратился в шведский «национальный вид спорта». В 1876 году было построено 38 заводов по производству спичек, а в общей сложности работал 121 завод. Однако к началу XX века почти все они либо разорились, либо слились в большие концерны. В настоящее время спички, изготавливаемые в большинстве европейских стран, не содержат соединений серы и хлора — вместо них используются парафины и бесхлорные окислители.

## Производство спичек в России

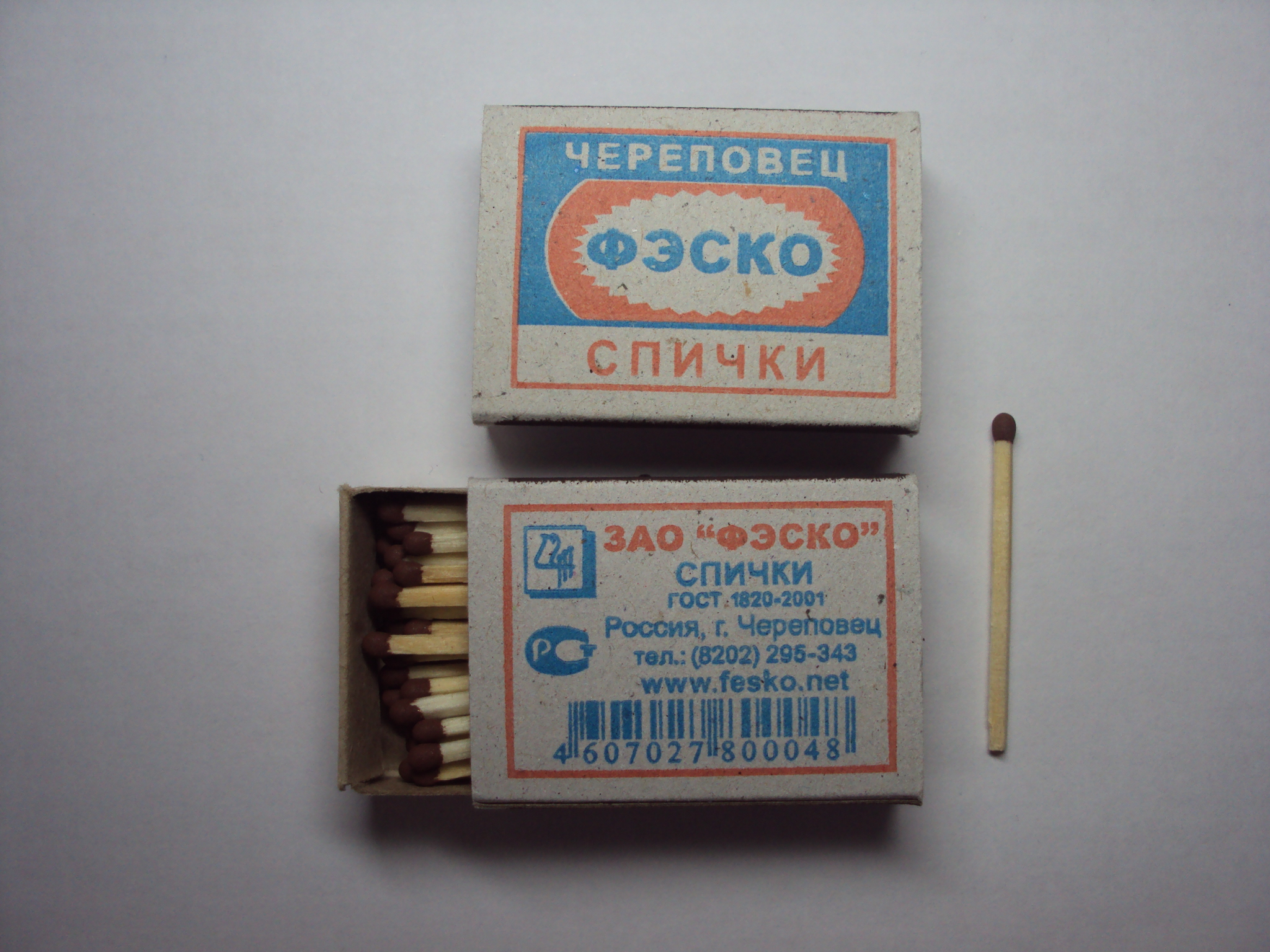
Современные российские спички Компании «Фэско»

Выпуск первых спичек начался в России примерно в 1833—37 гг., но ни упаковки, ни этикетки первых фабрик не сохранились, да и точных документальных данных по их месторасположению пока не обнаружено. Первый всплеск развития производства спичек приходится на 1840-е гг. К 1848 г. в России работало уже более 30 спичечных мануфактур. В ноябре 1848 года вышел закон, разрешающий производство спичек только в Москве и Санкт-Петербурге и ограничивающий розничную продажу спичек. В результате в 1849 г. в России осталась только одна спичечная фабрика. В 1869 г. было разрешено «повсеместно, как в Империи, так и в Царстве Польском производить выделку фосфорных спичек». К 1913 г. в России действовало 251 зарегистрированное производство спичек.
В России достаточно рано обратили внимание на чрезвычайную опасность белого фосфора — уже в 1862 г. появились ограничения на оборот белого фосфора, а в 1882 г. на спички из белого фосфора был установлен акциз, вдвое больший, чем на «шведские» спички. К началу XX века производство спичек с использованием белого фосфора в России постепенно сошло на нет.
С 1863 г. в России началась постепенная механизация спичечного производства, и к 1914 г. большинство спичечных фабрик было оснащено, по крайней мере, несколькими механическими станками, работавшими в основном от паровых машин.
С 1914 по 1926 год (вследствие Первой мировой войны, Революции, распада империи, гражданской войны, интервенции и разрухи) производство спичек в России неуклонно снижалось.
К 1931 г. в СССР работала только 31 спичечная фабрика. Но в то время как среднегодовая выработка одного предприятия в 1913 г. составляла немногим более 40 тыс. ящиков, в 1931 г. она поднялась примерно до 400 тыс. ящиков, то есть возросла в 10 раз. В 1907 г. среднегодовая выработка рабочего составляла 175 ящиков, а в 1931 г. — 450.
К 1922 г. всё спичечное производство в СССР было национализировано. С этого времени начинается очередное возрождение спичечного производства. На первом этапе простаивающее оборудование с закрывшихся фабрик сосредотачивается на работающих. Несколько мелких фабрик, располагавшихся поблизости друг от друга, были объединены. Но и к середине 1930-х годов производство спичек все ещё не обеспечивало потребности страны. К 1940 г. на многих фабриках была проведена реконструкция, были установлены первые спичечные автоматы, и производство спичек значительно увеличилось. Страна стала экспортировать спички в коммерческих масштабах.
В 1941—43 гг. более половины предприятий по производству спичек (дававших более 2/3 производства) были разрушены в ходе войны и оккупации. В 1948 г. производство спичек было на уровне начала 1930-х гг.
В течение 1944—60 гг. несколько разрушенных предприятий было восстановлено, большинство предприятий было переоснащено новым оборудованием и к середине 1960-х спичечный кризис в стране был в основном ликвидирован.
К 1980 г. спичечные фабрики прошли ряд модернизаций и реконструкций, и страна вновь стала в массовом количестве экспортировать спички.

## Строение, состав и изготовление
Спичка состоит из головки и соломки. Головка представляет собой взвесь порошкообразных веществ в растворе клея. В число порошкообразных веществ входят окислители — бертолетова соль и калиевый хромпик, отдающие кислород при высокой температуре, эта температура несколько снижена добавкой катализатора — пиролюзита (MnO2). Отдаваемым окислителями кислородом, а также кислородом воздуха окисляется содержащаяся в головке сера, при этом выделяется сернистый газ, придающий загорающейся спичке характерный запах,также содержащиеся в головке клей и сульфид фосфора (P4S3) участвуют в качестве горючего, при горении головки образуется шлак с порами, похожий на стекло. Кратковременной вспышки головки было бы недостаточно для поджигания соломки. Но парафин, находящийся под головкой, при её горении закипает, его пары воспламеняются, и этот огонь переносится на спичечную соломку. Для управления скоростью горения в число порошкообразных веществ введены молотое стекло, цинковые белила, железный сурик. Головка спички кроме обычного коричневого или красновато-коричневого цвета может быть окрашена и в другие яркие цвета — синий, зелёный, красный, малиновый.
Спичечная соломка в российских и ранее советских спичках чаще всего представляет собой осиновую палочку. Во избежание её тления она пропитывается 1,5%-ным раствором Н3РО4.
Намазка спичечного коробка, о которую трут спичкой при её поджигании, тоже представляет собой взвесь порошкообразных веществ в растворе клея. Но состав порошкообразных веществ несколько иной. В их число входит сульфид сурьмы (III) и красный фосфор, который при трении головки о намазку переходит в белый фосфор, мгновенно вспыхивающий при контакте с воздухом и поджигающий головку. Чтобы при зажигании не загорелась вся намазка, частички красного фосфора разделены плохо горящими веществами — железным суриком, каолином, гипсом, молотым стеклом.
Процентный состав головки спички и намазки («тёрки») коробки:
| бертолетова соль | KClO3   | 46,5 % |
| стекло молотое   | SiO2    | 17,2 % |
| свинцовый сурик  | Pb3O4   | 15,3 % |
| костный клей     | —       | 11,5 % |
| сера             | S       | 4,2 %  |
| белила цинковые  | ZnO     | 3,8 %  |
| дихромат калия   | K2Cr2O7 | 1,5 %  |

| антимонит        | Sb2S3 | 41,8 % |
| фосфор (красный) | P     | 30,8 % |
| железный сурик   | Fe2O3 | 12,8 % |
| костный клей     | —     | 6,7 %  |
| стекло молотое   | SiO2  | 3,8 %  |
| мел              | CaCO3 | 2,6 %  |
| белила цинковые  | ZnO   | 1,5 %  |

Спички в России изготавливаются в соответствии с ГОСТ 1820—2001 «Спички. Технические условия».
При изготовлении спичек сначала с осиновых брёвен лущат шпон — срезают тонкий слой по всей длине бревна, затем шпон укладывают слоями и рубят ножами, в результате чего получают спичечную соломку. Соломку пропитывают растворами против тления, сушат, шлифуют, и она поступает в спичечный автомат. Её устанавливают в наборные планки транспортера, подогревают, и часть соломки, которая позднее станет головкой, погружают в жидкий парафин. Далее упомянутую часть соломки несколько раз обмакивают в специальный состав — формируют головку спички. Спичечную соломку с головкой сушат и пакуют в ящики.
Коробки изготовляют на коробкосклеивающих автоматах. Внутреннюю и внешнюю коробки по европейской системе сначала вкладывают друг в друга, а потом наполняют спичками. По американской системе сначала внутреннюю коробку наполняют спичками, а затем её вкладывают во внешнюю. Последний этап — это нанесение намазки на внешнюю коробку.

## Специальные спички
Помимо обычных (бытовых) спичек, изготавливаются также специальные:
- Штормовые (охотничьи) — горящие на ветру, в сырости и под дождём.
- Термические — развивающие при горении более высокую температуру и дающие при сгорании головки большее количество тепла.
- Сигнальные — дающие при горении цветное пламя.
- Фотографические — дающие мгновенную яркую вспышку, используемую при фотографировании.
- Сигарные — спички увеличенного размера для более продолжительного горения при раскуривании сигары.
- Трубочные — спички увеличенного размера для более продолжительного горения при раскуривании курительной трубки.
- Каминные — очень длинные спички, чтобы зажигать дровяные печи и камины.
- Газовые — меньшей длины, чем каминные, но больше, чем обыкновенные, чтобы зажигать газовые горелки и конфорки на плитах без риска обжечь руки.
- Декоративные (подарочные, коллекционные) — ограниченные выпуски коробков (иногда наборами, уложенными в декоративную коробку). Изображения на коробках таких спичек посвящены какой-либо теме (космос, собаки и т. п.), подобно почтовым маркам. Сами спички при этом зачастую имеют цветные головки (в основном зелёные, реже розовые и голубые). Выпускались также отдельно коллекционные наборы из спичечных этикеток размером с коробок, также посвящённые различным темам.

## Музеи спичек
Музеи спичек существуют в Швеции, Швейцарии, Германии и Польше (Częstochowie). Одна из самых больших коллекций советских и российских наборов спичек собрана в музее спички в г. Люберцы. Небольшой музей спичек есть в Рыбинске и в Этномире.

## Применение
Помимо основного назначения, спички иногда используются:
- Как жребий. Несколько участников по очереди тянут спички зажатые в пальцах одного человека. Одна или несколько спичек укорочены.
- Как условная денежная единица при различных карточных и других играх.
- Для изготовления спичечных домиков.
- При отсутствии линейки для обозначения масштаба фотоснимка спичечный коробок помещают рядом с различными небольшими предметами. Спичечных коробков советского/российского образца по ГОСТу существует 8 разных форматов. Четыре «карманных» формата имеют размеры спичечных коробок, мм:

длина 56,5 56,5 50,5 50,5
ширина 37,5 для всех четырёх
высота 18,5 16,5 16,5 14,5
и никак не «ровно 50 мм», что позволяет с их помощью лишь приблизительно оценивать размеры предметов.
- Из соединённых между собой спичечных коробков собирают «кассы» для различных мелких предметов (монет, радиодеталей и т. п.).
- Из спичек создают различные головоломки, в том числе математические.

## В культуре и искусстве
- «За спичками» (1910, русский перевод 1951) — юмористическая повесть Майю Лассила. «За спичками» — экранизация повести.
- «Шведская спичка» (1883), рассказ А. П. Чехова, а также его одноимённые экранизации (1922 и 1954).
- «Как Саушкин ходил за спичками», повесть-сказка Б. П. Ряховского и одноимённый мультфильм.
- «Девочка со спичками», сказка Ханса Кристиана Андерсена и мультфильм по её мотивам.
- «Девушка со спичечной фабрики», реж. Аки Каурисмяки.
- «Конфликт» — мультфильм, 1983.
- «Шёл по городу волшебник» — роман, 1963 и «Тайна железной двери» — его экранизация, 1970. Про мальчика, который нашёл коробок с волшебными спичками.
- «Гори, гори ясно…», производственная драма. Действие фильма разворачивается на заводе по производству спичек.
- «Кин-дза-дза!» (1986). В этом фильме спички служат денежным суррогатом («Кц»).
- «Шесть спичек» (1959) — рассказ Стругацких об учёном, исследующем необычные способности, возникшие у него после нейтринного облучения.
- Спичка с красной головкой изображена на обложке альбома «RAMMSTEIN»(2019)[17] одноименной[18] немецкой метал-группы.